# جاك لايتون
جاك لايتون (بالإنجليزية: Jack Layton) مجلس الملكة الخاص بكندا (18 يوليو 1950-22 أغسطس 2011) سياسيًا كنديًا وزعيم المعارضة الرسمية. كان زعيم الحزب الديمقراطي الجديد (NDP) من 2003 إلى 2011 وجلس سابقاً في مجلس مدينة تورنتو، وحمل أحيانًا لقب القائم بأعمال رئيس البلدية أو نائب عمدة تورنتو خلال فترة عمله كعضو مجلس المدينة. كان عضواً في البرلمان (MP) عن مدينة تورنتو دانفورث من عام 2004 حتى وفاته.
نشأ لايتون، وهو نجل وزير حكومي تقدمي من حزب المحافظين، في هدسون، كيبيك. صعد إلى الصدارة في السياسة البلدية في تورنتو، حيث كان أحد أبرز الأصوات اليسارية في المدينة ومجالس العاصمة تورونتو، دافعًا عن العديد من القضايا التقدمية. في عام 1991، ترشح لمنصب رئيس البلدية، وخسر أمام جون رولاندز. وبالعودة إلى المجلس، ترقى ليصبح رئيساً لاتحاد البلديات الكندية. في عام 2003، تم انتخابه زعيما للحزب الوطني في الاقتراع الأول للمؤتمر.
تحت قيادته، ازداد الدعم للحزب الوطني الديمقراطي في كل انتخابات. تضاعف التصويت الشعبي للحزب تقريباً في انتخابات 2004، مما أعطى الحزب الوطني الديمقراطي توازن القوى في حكومة الأقلية التي يتزعمها بول مارتن. في مايو 2005، دعم الحزب الوطني الموازنة الليبرالية في مقابل إجراء تعديلات رئيسية ، فيما تم الترويج له على أنه «أول ميزانية للحزب الوطني الديمقراطي الكندي». في نوفمبر من ذلك العام، صوت لايتون مع أحزاب معارضة أخرى لهزيمة الحكومة الليبرالية على نتائج لجنة غومري. شهد الحزب الوطني الديمقراطي مزيدًا من المكاسب في انتخابات 2006 و 2008 ، حيث انتخب الحزب 29 و 37 نائباً على التوالي.
في انتخابات 2011، قاد لايتون الحزب الوطني الديمقراطي إلى النتيجة الأكثر نجاحًا في تاريخ الحزب، حيث فاز بـ 103 مقاعد - وهو ما يكفي لتشكيل المعارضة الرسمية في كندا. كان الدعم الفيدرالي لايتون والحزب الوطني الديمقراطي في الانتخابات غير مسبوق، خاصة في مقاطعة كيبيك، حيث حصل الحزب على 59 مقعداً من أصل 75 مقعداً.
توفي لايتون في 22 أغسطس 2011، بعد تشخيص إصابته بالسرطان. وقد نجت زوجته أوليفيا تشاو من زوجته البالغة من العمر 23 عاماً. ولم تُنشر تفاصيل نوع السرطان وانتشاره والسبب الدقيق للوفاة للجمهور.
قبل وفاته بفترة وجيزة، رشح لايتون نيكول تورميل كزعيم مؤقت للحزب الوطني الديمقراطي، وبالتالي للمعارضة الرسمية. فاز توم مولكير في مسابقة قيادة الحزب الوطني الديمقراطي ليحل محل لايتون.

## النشأة والتعليم
ولد لايتون في مونتريال ونشأ في مدينة هدسون، كيبيك،[بحاجة لمصدر] وهي مجتمع يتحدث معظم سكانه باللغة الإنجليزية. والديه هما دوريس إليزابيث (ني ستيفز)، حفيدة أخت ويليام ستيفز، والد الاتحاد، والنائب المحافظ التقدمي روبرت لايتون. كان حفيد جيلبرت لايتون، الذي شغل منصب وزير بدون حقيبة في حكومة رئيس وزراء الاتحاد الوطني في كيبيك موريس دوبليسيس. تم انتخابه رئيسًا لمجلس الطلاب لمدرسته الثانوية ، مدرسة هدسون الثانوية ، وتنبأ كتابه السنوي بأنه سيصبح سياسياً،[بحاجة لمصدر] كما أنه سينسب الفضل أيضًا إلى بيلي بريانز، الذي أصبح موسيقياً بارزاً مع فرقة The Parachute النادي ، لدوره في فوز مجلس الطلاب. تخرج من جامعة مكغيل في عام 1970 مع مرتبة الشرف في بكالوريوس الآداب في العلوم السياسية وأصبح عضواً في أخوية سيجما تشي.
في 1969-1970 ، كان رئيسًا لوزراء برلمان شباب كيبيك.
عزا لايتون الفضل إلى أستاذ في ماكجيل، الفيلسوف السياسي تشارلز تيلور، مع كونه التأثير الأساسي في قراره بالانتقال من درجة علمية إلى درجة فنون. علاوة على ذلك، بناءً على نصيحة تايلور، سعى للحصول على الدكتوراه في جامعة تورنتو للدراسة على يد الفيلسوف السياسي س. بي. ماكفيرسن.
فيما قد يكون التعبير الأكثر اكتمالا من قبل لايتون عن فلسفته السياسية، وهو مقدمة كتبها للمثالية الكندية وفلسفة الحرية، يوضح أن «التيار المثالي يرى أن المجتمع البشري لديه القدرة على تحقيق الحرية عندما يعمل الناس معاً لتشكيل مجتمع تعني فيه المساواة أكثر من الحرية السلبية، الحق المطلق والمحمي في خوض سباقات ضد بعضنا البعض لتحديد الفائزين. يتخيل المثاليون حرية إيجابية تمكننا من البناء معاً نحو أهداف مشتركة تحقق أهدافنا الفردية بل وتتجاوزها». عند قراءة المثالية الكندية وفلسفة الحرية، توصل لايتون إلى فهم نفسه كجزء من التقليد الفكري للمثاليين الكنديين.
في عام 1970، انتقلت العائلة إلى تورنتو، حيث تخرج لايتون في العام التالي من جامعة يورك بدرجة ماجستير الآداب في العلوم السياسية، وفي وقت لاحق في عام 1983، أكمل درجة الدكتوراه في الفلسفة في العلوم السياسية في جامعة يورك. في عام 1974، أصبح لايتون أستاذاً في معهد رايرسون متعدد التقنيات (الآن جامعة رايرسون). على مدار العقد التالي، درس في رايرسون ويورك وجامعة تورنتو. أصبح أيضًا ناشطًا بارزاً لعدة أسباب. وقد ألف العديد من الكتب ، بما في ذلك التشرد: صنع أزمة وتفكيكها وكتاب عن السياسة العامة العامة، Speaking Out.

## في الثقافة الشعبية
تم تصوير حياة لايتون في فيلم تلفزيوني عام 2013 بعنوان جاك، حيث صور ريك روبرتس لايتون و Sook-Yin Lee في دور أوليفيا تشاو. يضم فريق الممثلين أيضاً ويندي كروسان وإيرين كاربليك. تم إصداره في 10 مارس 2013 ، وبثه على شبكة سي بي سي.